# Сербинович Микола Купріянович
Микола Купріянович Сербинович (18 грудня 1918 — ?, місто Донецьк Донецької області) — український радянський діяч, машиніст прохідницького комбайну шахти № 1 імені Челюскінців тресту «Сталінвугілля» («Донецьквугілля») Сталінської (Донецької) області. Депутат Верховної Ради СРСР 4-го скликання.

## Життєпис
Учасник німецько-радянської війни. Служив шофером 30-го автомобільно-транспортного полку Західного фронту.
Член ВКП(б) з 1943 року.
Після демобілізації — машиніст прохідницького комбайну шахти № 1 імені Челюскінців тресту «Сталінвугілля» («Донецьквугілля») Сталінської (Донецької) області.
Потім — на пенсії в місті Донецьку.

## Нагороди
- орден Вітчизняної війни ІІ ст. (6.04.1985)
- медаль «За оборону Москви»
- ордени
- медалі